# Ковальов Володимир Ілліч
Ковальов Володимир Ілліч — радянський, український кінооператор і телережисер. Заслужений діяч мистецтв України 2012.
Народ. 29 липня 1940 р. Закінчив Одеське технічне училище кінематографії (1960) та операторський факультет Всесоюзного державного інституту кінематографії (1973). Працює на Одеському телебаченні.
Зняв стрічки: «Місто підіймає вітрила» (1965, у співавт.), «Грань чистоти» (1973), «Народний депутат» (1974), «Коли друзі зустрічаються» (1975, у співавт.), «Квітни, Молдавія» (1976), «Бригадир» (1977, Диплом «Кришталевий кубок» Республіканського телефестивалю, Київ), «І берег, і море» (1978, Диплом Республіканського фестивалю, Київ), «Пядь землі» (1978), «Марсель, здрастуй» (1979, авт. фільму), «Марія» (1980), «Здрастуй, море дружелюбства» (1979, спільно з Болгарським телебаченням, співреж., опер.), «Про тканеву терапію» (1983, реж. і опер.), «П'ятнадцятирічні капітани» (1984, реж. і опер.), «Дванадцятий голова» (1985, реж. і опер.), «Батьківський дім», «Ваш лист», «Дівчатка, хлопчаки і кіно», «У джерел професії», «Де знайти жениха» (1986), «Грамота зобов'язує», «Факти і цифри», «Біліє парус одинокий» (авт.-оп.), «Одеський меридіан комети Галлея» (авт.-оп.), «Кінопорту — бути!» (1987, авт.-оп.) та ін.
Член Національних спілок журналістів і кінематографістів України.